# Thaiföld a 2000. évi nyári olimpiai játékokon
Thaiföld az ausztráliai Sydneyben megrendezett 2000. évi nyári olimpiai játékok egyik részt vevő nemzete volt. Az országot az olimpián 11 sportágban 52 sportoló képviselte, akik összesen 3 érmet szereztek.

## Érmesek
| Érem  | Versenyző           | Sportág    | Versenyszám   |
| ----- | ------------------- | ---------- | ------------- |
| Arany | Vicsan Ponlit       | Ökölvívás  | Légsúly       |
| Bronz | Pornchai Thongburan | Ökölvívás  | Nagyváltósúly |
| Bronz | Khassaraporn Suta   | Súlyemelés | Női 58 kg     |

## Asztalitenisz
Női
| Versenyző         | Versenyszám | Csoportkör                                                                                            | Csoportkör | 32-es főtábla     | Nyolcaddöntő      | Negyeddöntő       | Elődöntő          | Döntő             | Helyezés |
| Versenyző         | Versenyszám | Ellenfél Eredmény                                                                                     | Hely.      | Ellenfél Eredmény | Ellenfél Eredmény | Ellenfél Eredmény | Ellenfél Eredmény | Ellenfél Eredmény | Helyezés |
| ----------------- | ----------- | --- | ---------- | ----------------- | ----------------- | ----------------- | ----------------- | ----------------- | -------- |
| Nanthana Khamvong | Egyes       | A csoport · Shirley Zhou (AUS) · 21–15, 18–21, 17–21, 19–21 · Lijuan Geng (CAN) · 12–21, 10–21, 13–21 | 3.         | kiesett           | kiesett           | kiesett           | kiesett           | kiesett           | 49.      |

## Atlétika
Férfi
| Versenyző                                                                      | Versenyszám     | Előfutam | Előfutam | Előfutam | Elődöntő | Elődöntő | Elődöntő | Döntő   | Döntő    |
| Versenyző                                                                      | Versenyszám     | Idő      | Hely.    | Össz.    | Idő      | Hely.    | Össz.    | Idő     | Helyezés |
| ------------------------------------------------------------------------------ | --------------- | -------- | -------- | -------- | -------- | -------- | -------- | ------- | -------- |
| Kongdech Natenee Vissanu Sophanich Boonyarit Phuksachat Sittichai Suwonprateep | 4 × 100 m váltó | 39,13    | 2.       | 13.      | 39,05    | 7.       | 13.      | kiesett | kiesett  |
| Jirachai Linglom Senee Kongtong Chalermpol Noohlong Narong Nilploy             | 4 × 400 m váltó | 3:11,65  | 6.       | 29.      | kiesett  | kiesett  | kiesett  | kiesett | kiesett  |

Női
| Versenyző                                                        | Versenyszám     | Előfutam | Előfutam | Előfutam | Negyeddöntő | Negyeddöntő | Negyeddöntő | Elődöntő | Elődöntő | Elődöntő | Döntő   | Döntő    |
| Versenyző                                                        | Versenyszám     | Idő      | Hely.    | Össz.    | Idő         | Hely.       | Össz.       | Idő      | Hely.    | Össz.    | Idő     | Helyezés |
| ---------------------------------------------------------------- | --------------- | -------- | -------- | -------- | ----------- | ----------- | ----------- | -------- | -------- | -------- | ------- | -------- |
| Trecia Roberts                                                   | 100 m gát       | 13,16    | 4.       | 24.      | 12,96       | 5.          | 11.**       | 13,15    | 7.       | 14.      | kiesett | kiesett  |
| Wirawan Ruamsuk Supavadee Khawpeag Oranut Klomdee Trecia Roberts | 4 × 100 m váltó | 44,51    | 4.       | 19.*     |             |             |             | kiesett  | kiesett  | kiesett  | kiesett | kiesett  |

* - egy másik versenyzővel azonos eredményt ért el

** - két másik versenyzővel azonos eredményt ért el

## Evezés
Női
| Versenyző           | Versenyszám  | Előfutam | Előfutam | Vigaszág | Vigaszág | Elődöntő | Elődöntő | Elődöntő | Döntő   | Döntő   | Döntő   | Helyezés |
| Versenyző           | Versenyszám  | Idő      | Hely.    | Idő      | Hely.    | Típus    | Idő      | Hely.    | Típus   | Idő     | Hely.   | Helyezés |
| ------------------- | ------------ | -------- | -------- | -------- | -------- | -------- | -------- | -------- | ------- | ------- | ------- | -------- |
| Phuttharaksa Nikree | Egypárevezős | 8:22,54  | 4.       | 8:27,25  | 3.       | C/D      | 8:29,60  | 4.       | kiesett | kiesett | kiesett | 19.      |

## Műugrás
Férfi
| Versenyző       | Versenyszám        | Selejtező | Selejtező | Elődöntő | Elődöntő | Döntő   | Döntő    |
| Versenyző       | Versenyszám        | Pont      | Helyezés  | Pont     | Helyezés | Pont    | Helyezés |
| --------------- | ------------------ | --------- | --------- | -------- | -------- | ------- | -------- |
| Meerit Insawang | Egyéni műugrás     | 306,24    | 43.       | kiesett  | kiesett  | kiesett | kiesett  |
| Suchat Pichi    | Egyéni toronyugrás | 268,65    | 39.       | kiesett  | kiesett  | kiesett | kiesett  |

## Ökölvívás
| Versenyző                   | Versenyszám   | Selejtező                      | Nyolcaddöntő                                   | Negyeddöntő                  | Elődöntő                           | Döntő                           | Helyezés |
| Versenyző                   | Versenyszám   | Ellenfél Eredmény              | Ellenfél Eredmény                              | Ellenfél Eredmény            | Ellenfél Eredmény                  | Ellenfél Eredmény               | Helyezés |
| --------------------------- | ------------- | ------------------------------ | ---------------------------------------------- | ---------------------------- | ---------------------------------- | ------------------------------- | -------- |
| Suban Pannon                | Papírsúly     | Dilshod Yuldashev (UZB) · 16-6 | Valerij Szidorenko (UKR) · 2-2 (RSC - sérülés) | kiesett                      | kiesett                            | kiesett                         | 9.       |
| Vicsan Ponlit               | Légsúly       | Vardan Zakarjan (GER) · 17-2   | Andrew Kooner (CAN) · 11-7                     | Manuel Mantilla (CUB) · 19-8 | Volodimir Szidorenko (UKR) · 14-11 | Bolat Zsumagyilov (KAZ) · 19-12 |          |
| Sontaya Chotipat Wongprates | Harmatsúly    | erőnyerő                       | Justin Kane (AUS) · 13-15                      | kiesett                      | kiesett                            | kiesett                         | 9.       |
| Szomrak Khamszing           | Pehelysúly    | Andrés Ledesma (COL) · 17-2    | Tulkunbay Turgunov (UZB) · 7-2                 | Rocky Juarez (USA) · 16-31   | kiesett                            | kiesett                         | 6.       |
| Phongsit Veangviact         | Könnyűsúly    | erőnyerő                       | Mario Kindelán (CUB) · 8-14                    | kiesett                      | kiesett                            | kiesett                         | 9.       |
| Pongsak Hrientounthong      | Kisváltósúly  | Sven Paris (ITA) · 3-14        | kiesett                                        | kiesett                      | kiesett                            | kiesett                         | 17.      |
| Parkpoom Jangphonak         | Váltósúly     | Geard Ajetović (SCG) · 9-9     | Szerhij Docenko (UKR) · 5-13                   | kiesett                      | kiesett                            | kiesett                         | 9.       |
| Pornchai Thongburan         | Nagyváltósúly | erőnyerő                       | Balzsay Károly (HUN) · 17-12                   | Mohamed Hikal (EGY) · 15-9   | Marian Simion (ROU) · 16-26        | kiesett                         |          |
| Somchai Cimlum              | Középsúly     | Jorge Gutiérrez (CUB) · 11-20  | kiesett                                        | kiesett                      | kiesett                            | kiesett                         | 17.      |

RSC - a játékvezető megállította a mérkőzést

## Sportlövészet
Férfi
| Versenyző            | Versenyszám           | Selejtező | Selejtező | Döntő   | Döntő    |
| Versenyző            | Versenyszám           | Pont      | Helyezés  | Pont    | Helyezés |
| -------------------- | --------------------- | --------- | --------- | ------- | -------- |
| Tevarit Majchacheeap | Légpuska              | 588       | 18.**     | kiesett | kiesett  |
| Tevarit Majchacheeap | Sportpuska, fekvő     | 580       | 51.       | kiesett | kiesett  |
| Tevarit Majchacheeap | Sportpuska, összetett | 1144      | 37.       | kiesett | kiesett  |
| Varavut Majchacheeap | Sportpuska, összetett | 1126      | 43.       | kiesett | kiesett  |
| Varavut Majchacheeap | Légpuska              | 575       | 45.       | kiesett | kiesett  |
| Varavut Majchacheeap | Sportpuska, fekvő     | 583       | 47.*      | kiesett | kiesett  |

* - egy másik versenyzővel azonos eredményt ért el

** - nyolc másik versenyzővel azonos eredményt ért el

## Súlyemelés
Férfi
| Versenyző    | Versenyszám | Szakítás                 | Szakítás                 | Lökés    | Lökés    | Összesen | Helyezés |
| Versenyző    | Versenyszám | Eredmény                 | Helyezés                 | Eredmény | Helyezés | Összesen | Helyezés |
| ------------ | ----------- | ------------------------ | ------------------------ | -------- | -------- | -------- | -------- |
| Chom Singnoi | 62 kg       | érvényes kísérlet nélkül | érvényes kísérlet nélkül | kiesett  | kiesett  | kiesett  | kiesett  |

Női
| Versenyző          | Versenyszám | Szakítás | Szakítás | Lökés    | Lökés    | Összesen | Helyezés |
| Versenyző          | Versenyszám | Eredmény | Helyezés | Eredmény | Helyezés | Összesen | Helyezés |
| ------------------ | ----------- | -------- | -------- | -------- | -------- | -------- | -------- |
| Khassaraporn Suta  | 58 kg       | 92,5     | 3.*      | 117,5    | 3.       | 210,0    |          |
| Saipin Detsaeng    | 63 kg       | 102,5    | 3.       | 120,0    | 4.       | 222,5    | 4.       |
| Pawina Thongsuk    | 69 kg       | 100,0    | 5.*      | 125,0    | 8.*      | 225,0    | 7.       |
| Aphinya Pharksupho | 69 kg       | 102,5    | 4.       | 120,0    | 11.      | 222,5    | 10.      |

* - három másik versenyzővel azonos eredményt ért el

## Tenisz
Férfi
| Versenyző            | Versenyszám | 64-es főtábla                       | 32-es főtábla                  | Nyolcaddöntő      | Negyeddöntő       | Elődöntő          | Bronz- mérkőzés   | Döntő             | Helyezés |
| Versenyző            | Versenyszám | Ellenfél Eredmény                   | Ellenfél Eredmény              | Ellenfél Eredmény | Ellenfél Eredmény | Ellenfél Eredmény | Ellenfél Eredmény | Ellenfél Eredmény | Helyezés |
| -------------------- | ----------- | ----------------------------------- | ------------------------------ | ----------------- | ----------------- | ----------------- | ----------------- | ----------------- | -------- |
| Pharadon Szricsaphan | Egyes       | Sávolt Attila (HUN) · 6–2, 4–6, 7–5 | Magnus Norman (SWE) · 5–7, 2–6 | kiesett           | kiesett           | kiesett           | kiesett           | kiesett           | 17.      |

Női
| Versenyző                             | Versenyszám | 64-es főtábla                                                   | 32-es főtábla                                            | Nyolcaddöntő                                                       | Negyeddöntő       | Elődöntő          | Bronz- mérkőzés   | Döntő             | Helyezés |
| Versenyző                             | Versenyszám | Ellenfél Eredmény                                               | Ellenfél Eredmény                                        | Ellenfél Eredmény                                                  | Ellenfél Eredmény | Ellenfél Eredmény | Ellenfél Eredmény | Ellenfél Eredmény | Helyezés |
| ------------------------------------- | ----------- | --------------------------------------------------------------- | -------------------------------------------------------- | ------------------------------------------------------------------ | ----------------- | ----------------- | ----------------- | ----------------- | -------- |
| Tamarine Tanasugarn                   | Egyes       | Tina Pisnik (SLO) · 6–4, 6–3                                    | Venus Williams (USA) · 2–6, 3–6                          | kiesett                                                            | kiesett           | kiesett           | kiesett           | kiesett           | 17.      |
| Benjamas Sangaram Tamarine Tanasugarn | Páros       | Kolumbia (COL) · Mariana Mesa · Fabiola Zuluaga · 7–6, 5–7, 6–4 | Japán (JPN) · Mijagi Nana · Szugijama Ai · 2–6, 7–5, 6–2 | Hollandia (NED) · Kristie Boogert · Miriam Oremans · 4–6, 6–3, 5–7 | kiesett           | kiesett           | kiesett           | 5.                |          |

## Tollaslabda
| Versenyző                                      | Versenyszám  | Selejtező                           | 32-es főtábla                                                          | Nyolcaddöntő                                                        | Negyeddöntő       | Elődöntő          | Döntő             | Helyezés |
| Versenyző                                      | Versenyszám  | Ellenfél Eredmény                   | Ellenfél Eredmény                                                      | Ellenfél Eredmény                                                   | Ellenfél Eredmény | Ellenfél Eredmény | Ellenfél Eredmény | Helyezés |
| ---------------------------------------------- | ------------ | ----------------------------------- | ---------------------------------------------------------------------- | ------------------------------------------------------------------- | ----------------- | ----------------- | ----------------- | -------- |
| Boonsak Ponsana                                | Férfi egyes  | Richard Vaughan (GBR) · 8–15, 12–15 | kiesett                                                                | kiesett                                                             | kiesett           | kiesett           | kiesett           | 33.      |
| Pramote Teerawiwatana Tesana Panvisavas        | Férfi páros  |                                     | Hollandia (NED) · Dennis Lens · Quinten van Dalm · 15–11, 15–7         | Malajzia (MAS) · Choong Tan Fook · Lee Wan Wah · 15–11, 15–17, 9–15 | kiesett           | kiesett           | kiesett           | 9.       |
| Sujitra Ekmongkolpaisarn                       | Női egyes    | Mette Sørensen (DEN) · 7–11, 10–13  | kiesett                                                                | kiesett                                                             | kiesett           | kiesett           | kiesett           | 33.      |
| Saralee Thungthongkam Sujitra Ekmongkolpaisarn | Női páros    |                                     | Ausztrália (AUS) · Kellie Lucas · Rayoni Head · 15–7, 15–4             | Kína (CHN) · Huang Nanyan · Jang Vej · 1–15, 4–15                   | kiesett           | kiesett           | kiesett           | 9.       |
| Saralee Thungthongkam Khunakorn Sudhisodhi     | Vegyes páros |                                     | Ausztrália (AUS) · Rhonda Cator · Peter Blackburn · 11–15, 15–7, 17–16 | Dél-Korea (KOR) · Na Kjongmin · Kim Dongmun · 7–15, 2–15            | kiesett           | kiesett           | kiesett           | 9.       |

## Úszás
Férfi
| Versenyző            | Versenyszám    | Előfutam | Előfutam | Előfutam | Elődöntő | Elődöntő | Elődöntő | Döntő   | Döntő    |
| Versenyző            | Versenyszám    | Idő      | Hely.    | Össz.    | Idő      | Hely.    | Össz.    | Idő     | Helyezés |
| -------------------- | -------------- | -------- | -------- | -------- | -------- | -------- | -------- | ------- | -------- |
| Vicha Ratanachote    | 200 m gyors    | 1:54,91  | 8.       | 43.      | kiesett  | kiesett  | kiesett  | kiesett | kiesett  |
| Torwai Sethsothorn   | 400 m gyors    | 3:56,68  | 1.       | 24.      |          |          |          | kiesett | kiesett  |
| Torwai Sethsothorn   | 1500 m gyors   | 15:39,60 | 4.       | 28.      |          |          |          | kiesett | kiesett  |
| Torwai Sethsothorn   | 200 m hát      | 2:05,52  | 4.       | 35.      | kiesett  | kiesett  | kiesett  | kiesett | kiesett  |
| Torwai Sethsothorn   | 400 m vegyes   | 4:28,42  | 8.       | 32.      |          |          |          | kiesett | kiesett  |
| Dulyarit Phuangthong | 100 m hát      | 58,48    | 3.       | 43.      | kiesett  | kiesett  | kiesett  | kiesett | kiesett  |
| Dulyarit Phuangthong | 200 m pillangó | 2:04,15  | 5.       | 38.      | kiesett  | kiesett  | kiesett  | kiesett | kiesett  |
| Ratapong Sirasanont  | 200 m mell     | 2:23,95  | 8.       | 41.      | kiesett  | kiesett  | kiesett  | kiesett | kiesett  |
| Pathunyu Timsomruay  | 200 m vegyes   | 2:08,38  | 8.       | 43.      | kiesett  | kiesett  | kiesett  | kiesett | kiesett  |

Női
| Versenyző                | Versenyszám    | Előfutam | Előfutam | Előfutam | Elődöntő | Elődöntő | Elődöntő | Döntő   | Döntő    |
| Versenyző                | Versenyszám    | Idő      | Hely.    | Össz.    | Idő      | Hely.    | Össz.    | Idő     | Helyezés |
| ------------------------ | -------------- | -------- | -------- | -------- | -------- | -------- | -------- | ------- | -------- |
| Pilin Tachakittiranan    | 50 m gyors     | 27,31    | 3.       | 45.      | kiesett  | kiesett  | kiesett  | kiesett | kiesett  |
| Pilin Tachakittiranan    | 100 m gyors    | 58,69    | 5.       | 39.      | kiesett  | kiesett  | kiesett  | kiesett | kiesett  |
| Pilin Tachakittiranan    | 200 m gyors    | 2:05,88  | 5.       | 30.      | kiesett  | kiesett  | kiesett  | kiesett | kiesett  |
| Pilin Tachakittiranan    | 400 m gyors    | 4:29,28  | 8.       | 39.      |          |          |          | kiesett | kiesett  |
| Chonlathorn Vorathamrong | 100 m hát      | 1:05,98  | 3.       | 35.      | kiesett  | kiesett  | kiesett  | kiesett | kiesett  |
| Chonlathorn Vorathamrong | 200 m hát      | 2:21,59  | 8.       | 30.      | kiesett  | kiesett  | kiesett  | kiesett | kiesett  |
| Praphalsai Minpraphal    | 100 m pillangó | 1:02,99  | 5.       | 37.      | kiesett  | kiesett  | kiesett  | kiesett | kiesett  |

## Vitorlázás
Férfi
| Versenyző      | Versenyszám     | Futam | Futam | Futam | Futam | Futam | Futam | Futam | Futam | Futam | Futam | Futam | Pontszám | Helyezés |
| Versenyző      | Versenyszám     | 1     | 2     | 3     | 4     | 5     | 6     | 7     | 8     | 9     | 10    | 11    | Pontszám | Helyezés |
| -------------- | --------------- | ----- | ----- | ----- | ----- | ----- | ----- | ----- | ----- | ----- | ----- | ----- | -------- | -------- |
| Arun Homraruen | Szörfvitorlázás | 27    | 26    | 13    | 25    | 29    | 26    | 19    | 16    | 23    | (30)  | (32)  | 204,0    | 29.      |

Női
| Versenyző      | Versenyszám     | Futam | Futam | Futam | Futam | Futam | Futam | Futam | Futam | Futam | Futam | Futam | Pontszám | Helyezés |
| Versenyző      | Versenyszám     | 1     | 2     | 3     | 4     | 5     | 6     | 7     | 8     | 9     | 10    | 11    | Pontszám | Helyezés |
| -------------- | --------------- | ----- | ----- | ----- | ----- | ----- | ----- | ----- | ----- | ----- | ----- | ----- | -------- | -------- |
| Napalai Tansai | Szörfvitorlázás | 16    | 23    | (25)  | 21    | 16    | 15    | 14    | 17    | (25)  | 17    | 9     | 148,0    | 19.      |

Nyílt
| Versenyző         | Versenyszám | Futam | Futam | Futam | Futam | Futam | Futam | Futam | Futam | Futam | Futam | Futam | Pontszám | Helyezés |
| Versenyző         | Versenyszám | 1     | 2     | 3     | 4     | 5     | 6     | 7     | 8     | 9     | 10    | 11    | Pontszám | Helyezés |
| ----------------- | ----------- | ----- | ----- | ----- | ----- | ----- | ----- | ----- | ----- | ----- | ----- | ----- | -------- | -------- |
| Veerasit Puangnak | Laser       | 37    | 36    | 28    | 20    | 23    | 38    | 3     | (40)  | 20    | (39)  | 33    | 238,0    | 31.      |